# Uncle Buck
Uncle Buck – amerykański serial telewizyjny (komedia) wyprodukowany przez ABC Studios oraz Universal Television. Serial jest adaptacją filmu Wujaszek Buck z 1989 roku w reżyserii Johna Hughesa.
Scenariusz został napisany przez Briana Bradleya i Stevena Cragga. Serial był emitowany od 14 czerwca 2016 roku do 5 lipca 2016 roku przez ABC.

7 lipca 2016 roku stacja ABC ogłosiła anulowanie serialu po jednym sezonie

## Fabuła
Serial opowiada o Bucku, nieodpowiedzialnym facecie, który potrzebuje pracy i mieszkania. Niespodziewanie jego brat potrzebuje niani do dzieci, więc wujaszek Buck postanawia pomóc.

## Obsada
- Mike Epps jako Buck[3]
- Nia Long jako Cindy
- James Lesure jako Will
- Iman Benson jako Tia Russell
- Sayeed Shahidi jako Miles, syn Willa[4]
- Aalyrah Caldwell jako córka Willa[5]

## Odcinki
| Sezon | Sezon | Odcinki | Oryginalna emisja | Oryginalna emisja | Oryginalna emisja | Oryginalna emisja | Oryginalna emisja |
| Sezon | Sezon | Odcinki | Premiera sezonu   | Finał sezonu      | Premiera sezonu   | Finał sezonu      |                   |
| ----- | ----- | ------- | ----------------- | ----------------- | ----------------- | ----------------- | ----------------- |
|       | 1     | 8       | 14 czerwca 2016   | 5 lipca 2016      | brak danych       | brak danych       |                   |

### Sezon 1 (2016)
| # | Tytuł               | Reżyseria       | Scenariusz                     | Premiera ABC    | Premiera     |
| - | ------------------- | --------------- | ------------------------------ | --------------- | ------------ |
| 1 | Pilot               | Phil Traill     | Steven Cragg, Brian D. Bradley | 14 czerwca 2016 | nieemitowany |
| 2 | Li’l Scarface       | Stan Lathan     | Kenny Smith                    | 14 czerwca 2016 | nieemitowany |
| 3 | Ride Along          | Phil Traill     | Steven Cragg, Brian D. Bradley | 21 czerwca 2016 | nieemitowany |
| 4 | Brothers            | Ryan Case       | David Hemingson                | 21 czerwca 2016 | nieemitowany |
| 5 | Going to Jail Party | Reggie Hudlin   | Michael Pennie                 | 28 czerwca 2016 | nieemitowany |
| 6 | I Got This          | Alyson Fouse    | Reggie Hudlin                  | 28 czerwca 2016 | nieemitowany |
| 7 | The Interrogation   | Ken Whittingham | Steven Cragg, Brian D. Bradley | 5 lipca 2016    | nieemitowany |
| 8 | Block Party         | Victor Nelli    | Regina Hicks                   | 5 lipca 2016    | nieemitowany |

## Produkcja
1 lutego 2015 roku, stacja ABC zamówiła pilotowy odcinek Uncle Buck

8 maja 2015 roku, stacja ABC oficjalnie zamówiła pierwszy sezon serialu na sezon telewizyjny 2015/2016, którego premiera jest zaplanowana na midseasonie. Pierwszy sezon Uncle Buck będzie składał się z 8 odcinków.